# Impero tedesco (1848-1849)
L'Impero tedesco del 1848/1849 (tedesco: Deutsches Reich) fu il tentativo di formare uno stato nazione tedesco. Nel 1848 a Francoforte i rappresentanti dei vari Stati tedeschi si riunirono in assemblea nazionale costituente (in tedesco: Frankfurter Nationalversammlung; letteralmente: Assemblea nazionale di Francoforte) per dare alla Confederazione germanica una costituzione e un assetto unitario.

## Storia

### Il Congresso di Francoforte
L'assemblea costituente venne preceduta da un parlamento preliminare (in tedesco: Vorparlament) composto da 574 membri che si erano riuniti nel marzo 1848 a Francoforte sul Meno, sull'onda dei recenti avvenimenti rivoluzionari di Berlino e della Renania. I membri del Vorparlament provenivano da tutti gli stati tedeschi, incluso l'impero austriaco. Le elezioni della Costituente si svolsero a suffragio universale diretto, sebbene le leggi elettorali e le modalità di voto subissero notevoli variazioni da stato a stato. Le elezioni sancirono la vittoria delle forze liberali e la sconfitta di quelle rivoluzionarie presenti maggiormente nella Germania sud-occidentale. Il 95% dei deputati, la maggior parte dei quali aveva frequentato studi giuridici all'università, era di estrazione borghese; molto numerosi i professori universitari tra i quali il filosofo Friedrich Wilhelm Carové.
L'Assemblea nazionale si riunì per la prima volta il 18 maggio 1848 nella Chiesa di San Paolo (Paulskirche) a Francoforte. L'assemblea dedicò molto tempo alla discussione dei principi generali e a quella sui diritti umani fondamentali che dovevano essere garantiti nella nuova Germania unita. Ma doveva anche decidere su problemi concreti più immediati, quali la natura del potere esecutivo e l'estensione territoriale della Germania unita.
Altro problema da affrontare era la crisi tra la Confederazione germanica e la Danimarca, in quanto all'inizio del 1848 nei tre ducati meridionali del Regno di Danimarca, lo Schleswig, l'Ducato di Holstein ed il Lauenburg, la cui maggioranza della popolazione era tedesca, in seguito alla nuova costituzione danese, emanatata il 28 gennaio 1848 da Cristiano VIII di Danimarca pochi giorni prima di morire, veniva creato uno Stato propriamente unitario, scatenando le proteste dei tre ducati meridionali i quali costituirono un governo provvisorio a Kiel e chiesero di essere incorporati, come un singolo Stato, nella Confederazione germanica e il duca di Augustenburg, pretendente al trono dei ducati, si era recato a Berlino per chiedere il sostegno della Prussia e Federico Guglielmo IV,  molto preoccupato per i moti rivoluzionari che si stavano propagando da altri Stati tedeschi decise di intervenire in Danimarca per restaurare il proprio prestigio.
Il 14 giugno 1848 venne istituita dal Parlamento di Francoforte la Reichsflotte (flotta imperiale) per disporre di una forza navale che potesse spezzare il blocco navale imposto dalla marina danese nel Mare del Nord e nel Mar Baltico.
Il 24 giugno 1848, il presidente dell'Assemblea nazionale Heinrich von Gagern sostenne la necessità di reggenza e un governo centrale provvisorio per prendere decisioni parlamentari. Il 28 giugno 1848 il Parlamento di Paulskirche votò, con 450 voti contro 100, per la costituzione di un governo centrale provvisorio (tedesco: Provisorische Zentralgewalt) e il giorno successivo, il 29 giugno venne istituita la carica di reggente (tedesco: Reichsverweser) e ad essere nominato reggente fu lo zio dell'imperatore Ferdinando I d'Austria, l'arciduca Giovanni d'Asburgo-Lorena, considerato il più filo-liberale degli Asburgo, mentre la guida del governo venne affidata al principe Carlo di Leiningen, fratellastro della regina Vittoria d'Inghilterra. 
L'assemblea lottò per avere il riconoscimento sia dagli stati tedeschi, sia dagli stati stranieri. Gli stati tedeschi, rappresentati dalla Convenzione federale della Confederazione tedesca, il 12 luglio 1848, accettando la reggenza dell'Arciduca Giovanni d'Asburgo-Lorena riconobbero implicitamente il nuovo governo. Lo stesso giorno il parlamento di Francoforte trasferì al governo provvisorio il controllo del Deutsches Bundesheer. Diversi Stati esteri riconobbero il governo inviando ambasciatori: Stati Uniti, Svezia, Paesi Bassi, Belgio, Svizzera, Sardegna e Grecia. La Seconda Repubblica francese e il Regno Unito di Gran Bretagna e Irlanda inviarono rappresentanti ufficiali per mantenere i contatti con il nuovo governo.
Nei mesi successivi, tuttavia, i più grandi stati tedeschi non accettarono sempre i decreti e le leggi del governo e del Parlamento di Francoforte e fu chiaro fin dall'inizio che l'esecutivo nominato dal Parlamento di Francoforte non avrebbe avuto alcun potere, eccetto quelli che gli avrebbero accordato i singoli stati. La prova di questo si ebbe in occasione della guerra contro la Danimarca per lo Schleswig-Holstein. In tale occasione il governo provvisorio conferì il comando del Deutsches Bundesheer al generale prussiano Friedrich von Wrangel che ottenne dei successi occupanodo lo Schleswig; l'intervento prussiano provocò la reazione delle altre potenze europee e il Re di Prussia Federico Guglielmo IV, temendo l'allargarsi del conflitto ordinò a von Wrangel di ritirare le proprie truppe, ma Von Wrangel rifiutò di obbedire, affermando di aver ricevuto mandato dalla Dieta della Confederazione germanica, non dalla Prussia. Il Regno di Prussia, ignorando le deliberazioni del Parlamento di Francoforte, concluse la guerra nell'agosto 1848 firmando l'armistizio di Malmö. La gestione prussiana della guerra fu fonte di insoddisfazione per l'assemblea di Francoforte, al punto che il 5 settembre 1848 Carlo di Leiningen diede le dimissioni; gli subentrò il delegato austriaco Anton von Schmerling, un liberale moderato, che resse la carica fino al dicembre 1848, quando fu sostituito da Heinrich von Gagern.
Alla fine del 1848 l'assemblea costituente aveva terminato i lavori riguardanti i diritti fondamentali, ma non aveva preso alcuna decisione sulla forma di governo e sul territorio del futuro stato. Nel parlamento e nel paese si andava delineando una divisione tra i sostenitori di una Grande Germania (Großdeutschland), propensi a includervi tutto l'Impero austriaco ad egemonia austriaca, o quanto meno le province di lingua tedesca dell'Austria, e i sostenitori della Piccola Germania, favorevoli a uno stato tedesco che non avrebbe compreso l'Austria e in cui la Prussia avrebbe avuto un ruolo egemonico. 
Inizialmente, con la reggenza (tedesco: Reichsverwesung) dell'arciduca Giovanni d'Asburgo, nel Parlamento di Francoforte era prevalsa la tesi austriaca di una Grande Germania ad egemonia austriaca, ma col trascorrere del tempo aumentava la popolarità la tesi opposta e con l'emergere di maggioranza favorevole a un sistema federale nel quale avrebbe potuto essere presente l'impero austriaco, privo però di egemonia, nel febbraio 1849 il primo ministro austriaco Alfred von Windisch-Graetz aveva respinto tale proposta.
Dopo il prevalere di quest'ultima ipotesi, la corona imperiale venne offerta il 3 aprile 1849 a Federico Guglielmo IV di Prussia, il quale, non potendo accettare la corona imperiale da un'assemblea che non fosse quella dei principi tedeschi, rifiutò l'offerta, pronunciandosi contro i borghesi che volevano rendergli la corona sostenendo che egli non aveva nulla da chiedere né da ricevere da una massa di bottegai. 
Nel gennaio 1849 una bozza di Costituzione fu fatta circolare nei singoli stati perché fosse discussa. La nuova Costituzione, approvata il 28 marzo 1849, venne accettata da 28 stati tedeschi ma non da quelli più grandi, tra cui Prussia e Austria e inoltre i delegati austriaci, scontenti della scelta "Piccola tedesca", il 5 aprile 1849 uscirono dal parlamento. 
Senza l'appoggio della Prussia e dell'Austria, il Parlamento di Francoforte non poteva più sopravvivere e dopo le dimissioni, il 10 maggio 1849 di von Gagern, il 31 maggio 1849, il Parlamento di Francoforte veniva sciolto e la maggioranza dei deputati richiamata dagli stati di appartenenza. 
I parlamentari più radicali, che intendevano continuare i lavori con una Costituzione che prevedesse la repubblica, si trasferirono a Stoccarda, dove però il 18 giugno 1849 furono dispersi dalle truppe di Guglielmo I di Württemberg.
Formalmente il Deutsches Reich sopravvisse fino al 1851, quando venne ricostituita la precedente Confederazione germanica, anche se politicamente la sua esistenza era terminata con lo scioglimento del Parlamento di Francoforte e de facto venne abolito alla fine del 1849 quando il l'Arciduca Giovanni d'Asburgo-Lorena rimise il suo incarico di reggente.

### Sviluppi successivi
Molte delle conquiste di questo stato tedesco sono sopravvissute: la Costituzione di Francoforte fu usata come modello in altri stati nei decenni a seguire e la legge elettorale fu usata quasi alla lettera nel 1867 per l'elezione del Reichstag della Confederazione della Germania settentrionale. La Reichsflotte (flotta imperiale) istituita dal Parlamento di Francoforte nel 1848 durò fino al 1852. La legge imperiale che emanava un decreto relativo alle cambiali (Allgemeine Deutsche Wechselordnungen; letteralmente: Ordini di cambio generali tedeschi) venne considerata valida in quasi tutto il territorio tedesco.